# Aspidimorpha tibetana
Aspidimorpha tibetana es un coleóptero de la familia Chrysomelidae.
Fue descrita científicamente por primera vez en 2006 por Swietojanska & Borowiec.